# Borges per la República
Borges per la República és una candidatura municipal de les Borges Blanques creada el 2018 amb la voluntat d'agrupar l'independentisme en una sola llista a les eleccions municipals del 2019 a través de la fórmula de primàries obertes. Actualment Borges per la República és una candidatura independent sota la marca Xtu.

## Història
Borges per la República va ser impulsada el desembre del 2018 pel Comitè de Defensa de la República (CDR) i l'Assemblea Nacional Catalana (ANC) de les Borges Blanques, i es va presentar en societat amb el nom de 'Primàries Borges', inspirada en la plataforma política Primàries Catalunya. La proposta va rebre el suport de la secció local d'Esquerra Republicana de Catalunya i l'assemblea local de la Candidatura d'Unitat Popular, acceptant així participar en unes primàries obertes i renunciant a les sigles. Per la seva banda, el Partit Demòcrata Europeu Català (PDeCAT), va rebutjar sotmetre's a aquest procés de votació. La candidatura es presentaria a les eleccions municials sota el paraigua legal d'Acord Municipal, una plataforma d'àmbit local que concorre en coalició amb ERC.
El dissabte 23 de febrer de 2019, Josep Ramon Farran, cap de llista de la CUP a les eleccions municipals del 2015, va ser escollit en primer lloc al procés de primàries on hi van votar 273 persones de les 361 que s'hi havien registrat dies abans.
La candidatura, que finalment es va presentar a les eleccions amb el nom de Borges per la República-Som Primàries-AM, va recollir 1.263 vots que es van convertir en 6 regidors, quedant en segon lloc per darrere de Junts per les Borges Blanques que va sumar 1.418 vots i 7 regidors.
El gener de 2023 el grup municipal Borges per la República va anunciar en un comunicat que no es repetiria la fórmula del 2019 i ERC participaria amb llista pròpia a les properes eleccions municipals.

## Eleccions municipals 2023
El maig de 2023, Borges per la República anunciava que es presentaria a les eleccions municipals sota la marca Xtu, una formació independent constituïda el 2019 a Ascó (Ribera d'Ebre). Altres candidatures municipals de les Garrigues que es van sumar a aquesta marca van ser Juneda, la Granadella, l'Espluga Calba, L'Albagés, Fulleda i el Cogul.
A les eleccions municipals del 28 de maig de 2023, Borges per la República va sumar 721 vots i va obtenir 4 regidors. Setmanes després es segellava el pacte entre Borges per la República i Esquerra Republicana de Catalunya, i Josep Ramon Farran i Belart es convertia en alcalde.

### Resultats electorals
| Data | Número de vots | %       | Regidors |
| ---- | -------------- | ------- | -------- |
| 2019 | 1.263 vots     | 42,06 % | 6 / 13   |
| 2023 | 721 vots       | 29,76 % | 4 / 13   |